# Hassenplug Bridge
Die Hassenplug Bridge ist eine hölzerne gedeckte Brücke im Zuge der N 4th Street über den Buffalo Creek in Mifflinburg, Union County im Staat Pennsylvania, USA.
Die wohl 1825 gebaute Brücke ist, mit der ebenfalls 1825 gebauten Hyde Hall Bridge in New York, eine der beiden ältesten noch existierenden gedeckten Brücken der USA. Sie ist nach der Familie Hassenplug benannt, die in dem Haus nördlich der Brücke wohnte.
Das 24,38 m (80 ft) lange Bauwerk steht auf steinernen Widerlagern und überquert das Flüsschen mit zwei Burr-Trägern. Sie ist für Fahrzeuge mit einem zulässiges Gesamtgewicht von 6 tons (ca. 5,4 t) und eine Höhe von maximal 3,10 m (10 ft 2 in) zugelassen. Bei einer Renovierung 2021 erhielt sie wieder eine Fahrbahn aus hölzernen Planken. Die Fahrbahn im Inneren der Brücke ist 4,88 m breit (16 ft).
Die Hassenplug Bridge wurde 1980 im National Register of Historic Places registriert unter Nr. 80003641.